# Rue de Constantine (Rouen)
Pour les articles homonymes, voir Rue de Constantine.
La rue de Constantine est une voie publique du quartier Pasteur-Madeleine, situé dans l'ouest de la commune française de Rouen.
Son nom témoigne du passé colonial de la France.

## Situation et accès
Située à Rouen, la rue de Constantine a pour tenant l'avenue Pasteur et pour aboutissant l'avenue du Mont-Riboudet. Elle est desservie (d'Est en Ouest) par les rues du Champ-de-Foire-aux-Boissons, Dumont-d'Urville, du Pré-de-la-Bataille, de Tanger, d'Alger, de Lisbonne, Jean-Ango, Saint-Filleul, Mogadore, Amédée-Dormoy et de la Carue.

## Origine du nom
La rue de Constantine tient son nom de l'expédition de Constantine de 1837, soldée par une victoire décisive des armées de Louis-Philippe Ier sur celles du beylik de l'Est, commandées par Ahmed Bey.

## Historique
Le percement de la rue de Constantine a fait disparaître quelques restes du cloître de Saint-Martial ; des fragments de colonnes, deux chapiteaux de la fin du XIIe siècle, un bénitier de la même époque, couvert de figures, ont été recueillis : la même rue contenait les substructions d'un édifice romain comportant plusieurs salles, un hypocauste très complet, encore rempli de cendres et de charbons, puis un aqueduc qui se dirigeait vers le grand bras de la Seine. Cet édifice a été publié dans la statistique de Paris.
Autrefois appelée rue de la Petite-Boucherie - nom attesté en 1816 -, elle a reçu son nom en 1846 durant la monarchie de Juillet.
Le pavage de la partie classée de la rue ainsi que de son ruisseau est décidé en 1863. La rue sera entièrement pavée à partir de 1865.
En 1864, éclairage de la rue de Constantine.
En 1891, empierrement de la chaussée de la partie ancienne de la rue.
À la suite d'une pétition survenue le 31 janvier 1896, la rue du Champ-de-Foire prend la dénomination rue de Constantine 14 jours plus tard.
En 1905 est créée l'Association rouennaise des jardins ouvriers.
En 1924, la rue est goudronnée.

## Bâtiments remarquables
Petit manoir de la Motte Saint-Filleul, situé autrefois dans la vallée d'Yonville. Cette gentilhommière du XVIe siècle, située près de l'avenue du Mont-Riboudet, était entourée de fossés ; possédait une chapelle, un colombier et pont-levis.
On peut également lire à propos de ce manoir dans quelles circonstances la chapelle a été désacralisée :
Ce bâtiment est mentionné au titre de l'inventaire général du patrimoine culturel.